# Skilanglauf-Nordiq-Cup 2024/25
Der Skilanglauf-Nordiq-Cup 2024/25 war eine von der FIS organisierte Wettkampfserie, die zum Unterbau des Skilanglauf-Weltcups 2024/25 gehörte. Er begann am 6. Dezember 2024 in Vernon und endete am 23. März 2025 in Canmore. Die Gesamtwertung der Männer gewann Luke Allan und bei den Frauen Amelia Wells.

## Männer

### Resultate
| 1. Nor-Am-Cup in Vernon, 6. bis 8. Dezember 2024 | 1. Nor-Am-Cup in Vernon, 6. bis 8. Dezember 2024 | 1. Nor-Am-Cup in Vernon, 6. bis 8. Dezember 2024 | 1. Nor-Am-Cup in Vernon, 6. bis 8. Dezember 2024 | 1. Nor-Am-Cup in Vernon, 6. bis 8. Dezember 2024 |
| ------------------------------------------------ | ------------------------------------------------ | ------------------------------------------------ | ------------------------------------------------ | ------------------------------------------------ |
| Datum                                            | Disziplin                                        | Erster Platz                                     | Zweiter Platz                                    | Dritter Platz                                    |
| 6. Dezember 2024                                 | 7,5 km Freistil                                  | Thomas Stephen                                   | Rémi Drolet                                      | Krystof Zatloukal                                |
| 7. Dezember 2024                                 | Sprint Freistil                                  | Thomas Stephen                                   | Rémi Drolet                                      | Julian Smith                                     |
| 8. Dezember 2024                                 | 10 km klassisch Massenstart                      | Rémi Drolet                                      | Thomas Stephen                                   | Scott James Hill                                 |

| 2. Nordiq-Cup in Thunder Bay, 2. bis 6. Januar 2025 | 2. Nordiq-Cup in Thunder Bay, 2. bis 6. Januar 2025 | 2. Nordiq-Cup in Thunder Bay, 2. bis 6. Januar 2025 | 2. Nordiq-Cup in Thunder Bay, 2. bis 6. Januar 2025 | 2. Nordiq-Cup in Thunder Bay, 2. bis 6. Januar 2025 |
| --------------------------------------------------- | --------------------------------------------------- | --------------------------------------------------- | --------------------------------------------------- | --------------------------------------------------- |
| Datum                                               | Disziplin                                           | Erster Platz                                        | Zweiter Platz                                       | Dritter Platz                                       |
| 2. Januar 2025                                      | Sprint klassisch                                    | Xavier McKeever                                     | Rémi Drolet                                         | Julien Locke                                        |
| 3. Januar 2025                                      | 20 km klassisch Massenstart                         | Xavier McKeever                                     | Rémi Drolet                                         | Thomas Stephen                                      |
| 5. Januar 2025                                      | 10 km Freistil                                      | Max Hollmann                                        | Thomas Stephen                                      | Derek Deuling                                       |
| 6. Januar 2025                                      | Sprint Freistil                                     | Xavier McKeever                                     | Thomas Stephen                                      | Julien Locke                                        |

| 3. Nor-Am-Cup und Kanadische Meisterschaften in Canmore, 19. bis 23. März 2025 | 3. Nor-Am-Cup und Kanadische Meisterschaften in Canmore, 19. bis 23. März 2025 | 3. Nor-Am-Cup und Kanadische Meisterschaften in Canmore, 19. bis 23. März 2025 | 3. Nor-Am-Cup und Kanadische Meisterschaften in Canmore, 19. bis 23. März 2025 | 3. Nor-Am-Cup und Kanadische Meisterschaften in Canmore, 19. bis 23. März 2025 |
| ------------------------------------------------------------------------------ | ------------------------------------------------------------------------------ | ------------------------------------------------------------------------------ | ------------------------------------------------------------------------------ | ------------------------------------------------------------------------------ |
| Datum                                                                          | Disziplin                                                                      | Erster Platz                                                                   | Zweiter Platz                                                                  | Dritter Platz                                                                  |
| 19. März 2025                                                                  | 10 km Freistil                                                                 | Scott James Hill                                                               | Raleugh Tarte                                                                  | Lukas Seubert                                                                  |
| 22. März 2025                                                                  | Sprint klassisch                                                               | Julien Locke                                                                   | Luke Allan                                                                     | Ry Prior                                                                       |
| 23. März 2025                                                                  | 30 km klassisch Massenstart                                                    | Luke Allan                                                                     | Scott James Hill                                                               | Julien Locke                                                                   |

### Gesamtwertung Männer
| Endstand (Top 10) |                      |        |
| \| Rang \| Name \| Punkte \| \| ---- \| -------------------- \| ------ \| \| 1. \| Luke Allan \| 670 \| \| 2. \| Thomas Stephen \| 655 \| \| 3. \| Rémi Drolet \| 595 \| \| 4. \| Julien Locke \| 591 \| \| 5. \| Alexandre Cormier \| 573 \| \| 6. \| Scott James Hill \| 539 \| \| 7. \| Kendyn Mashinter \| 484 \| \| 8. \| Raleugh Tarte \| 451 \| \| 9. \| Julian Smith \| 435 \| \| 10. \| Felix-Olivier Moreau \| 431 \| |                      |        |
| Rang | Name                 | Punkte |
| 1. | Luke Allan           | 670    |
| 2. | Thomas Stephen       | 655    |
| 3. | Rémi Drolet          | 595    |
| 4. | Julien Locke         | 591    |
| 5. | Alexandre Cormier    | 573    |
| 6. | Scott James Hill     | 539    |
| 7. | Kendyn Mashinter     | 484    |
| 8. | Raleugh Tarte        | 451    |
| 9. | Julian Smith         | 435    |
| 10. | Felix-Olivier Moreau | 431    |

## Frauen

### Resultate
| 1. Nor-Am-Cup in Vernon, 6. bis 8. Dezember 2024 | 1. Nor-Am-Cup in Vernon, 6. bis 8. Dezember 2024 | 1. Nor-Am-Cup in Vernon, 6. bis 8. Dezember 2024 | 1. Nor-Am-Cup in Vernon, 6. bis 8. Dezember 2024 | 1. Nor-Am-Cup in Vernon, 6. bis 8. Dezember 2024 |
| ------------------------------------------------ | ------------------------------------------------ | ------------------------------------------------ | ------------------------------------------------ | ------------------------------------------------ |
| Datum                                            | Disziplin                                        | Erster Platz                                     | Zweiter Platz                                    | Dritter Platz                                    |
| 6. Dezember 2024                                 | 7,5 km Freistil                                  | Alison Mackie                                    | Olivia Bouffard-Nesbitt                          | Lea Stabæk Wenaas                                |
| 7. Dezember 2024                                 | Sprint Freistil                                  | Katherine Weaver                                 | Olivia Bouffard-Nesbitt                          | Lea Stabæk Wenaas                                |
| 8. Dezember 2024                                 | 10 km klassisch Massenstart                      | Olivia Bouffard-Nesbitt                          | Alison Mackie                                    | Jasmine Drolet                                   |

| 2. Nordiq-Cup in Thunder Bay, 2. bis 6. Januar 2025 | 2. Nordiq-Cup in Thunder Bay, 2. bis 6. Januar 2025 | 2. Nordiq-Cup in Thunder Bay, 2. bis 6. Januar 2025 | 2. Nordiq-Cup in Thunder Bay, 2. bis 6. Januar 2025 | 2. Nordiq-Cup in Thunder Bay, 2. bis 6. Januar 2025 |
| --------------------------------------------------- | --------------------------------------------------- | --------------------------------------------------- | --------------------------------------------------- | --------------------------------------------------- |
| Datum                                               | Disziplin                                           | Erster Platz                                        | Zweiter Platz                                       | Dritter Platz                                       |
| 2. Januar 2025                                      | Sprint klassisch                                    | Katherine Weaver                                    | Alison Mackie                                       | Olivia Bouffard-Nesbitt                             |
| 3. Januar 2025                                      | 20 km klassisch Massenstart                         | Alison Mackie                                       | Olivia Bouffard-Nesbitt                             | Amelia Wells                                        |
| 5. Januar 2025                                      | 10 km Freistil                                      | Alison Mackie                                       | Sonjaa Schmidt                                      | Olivia Bouffard-Nesbitt                             |
| 6. Januar 2025                                      | Sprint Freistil                                     | Sonjaa Schmidt                                      | Alison Mackie                                       | Olivia Bouffard-Nesbitt                             |

| 3. Nor-Am-Cup und Kanadische Meisterschaften in Canmore, 19. bis 23. März 2025 | 3. Nor-Am-Cup und Kanadische Meisterschaften in Canmore, 19. bis 23. März 2025 | 3. Nor-Am-Cup und Kanadische Meisterschaften in Canmore, 19. bis 23. März 2025 | 3. Nor-Am-Cup und Kanadische Meisterschaften in Canmore, 19. bis 23. März 2025 | 3. Nor-Am-Cup und Kanadische Meisterschaften in Canmore, 19. bis 23. März 2025 |
| ------------------------------------------------------------------------------ | ------------------------------------------------------------------------------ | ------------------------------------------------------------------------------ | ------------------------------------------------------------------------------ | ------------------------------------------------------------------------------ |
| Datum                                                                          | Disziplin                                                                      | Erster Platz                                                                   | Zweiter Platz                                                                  | Dritter Platz                                                                  |
| 19. März 2025                                                                  | 10 km Freistil                                                                 | Amelia Wells                                                                   | Tabitha Williams                                                               | Lea Stabæk Wenaas                                                              |
| 22. März 2025                                                                  | Sprint klassisch                                                               | Katherine Weaver                                                               | Amelia Wells                                                                   | Hannah Shields                                                                 |
| 23. März 2025                                                                  | 30 km klassisch Massenstart                                                    | Amelia Wells                                                                   | Lea Stabæk Wenaas                                                              | Katherine Weaver                                                               |

### Gesamtwertung Frauen
| Endstand (Top 10) |                         |        |
| \| Rang \| Name \| Punkte \| \| ---- \| ----------------------- \| ------ \| \| 1. \| Amelia Wells \| 715 \| \| 2. \| Alison Mackie \| 670 \| \| 3. \| Olivia Bouffard-Nesbitt \| 655 \| \| 4. \| Katherine Weaver \| 550 \| \| 5. \| Helen McCullugh \| 511 \| \| 6. \| Katya Semeniuk \| 492 \| \| 7. \| Hannah Shields \| 455 \| \| 8. \| Anika Wallin \| 452 \| \| 9. \| Anna Stewart \| 385 \| \| 10. \| Louison Dubief \| 380 \| |                         |        |
| Rang | Name                    | Punkte |
| 1. | Amelia Wells            | 715    |
| 2. | Alison Mackie           | 670    |
| 3. | Olivia Bouffard-Nesbitt | 655    |
| 4. | Katherine Weaver        | 550    |
| 5. | Helen McCullugh         | 511    |
| 6. | Katya Semeniuk          | 492    |
| 7. | Hannah Shields          | 455    |
| 8. | Anika Wallin            | 452    |
| 9. | Anna Stewart            | 385    |
| 10. | Louison Dubief          | 380    |